# Teulisna bertha
Teulisna bertha là một loài bướm đêm thuộc phân họ Arctiinae, họ Erebidae.